# Consensus Tigurinus

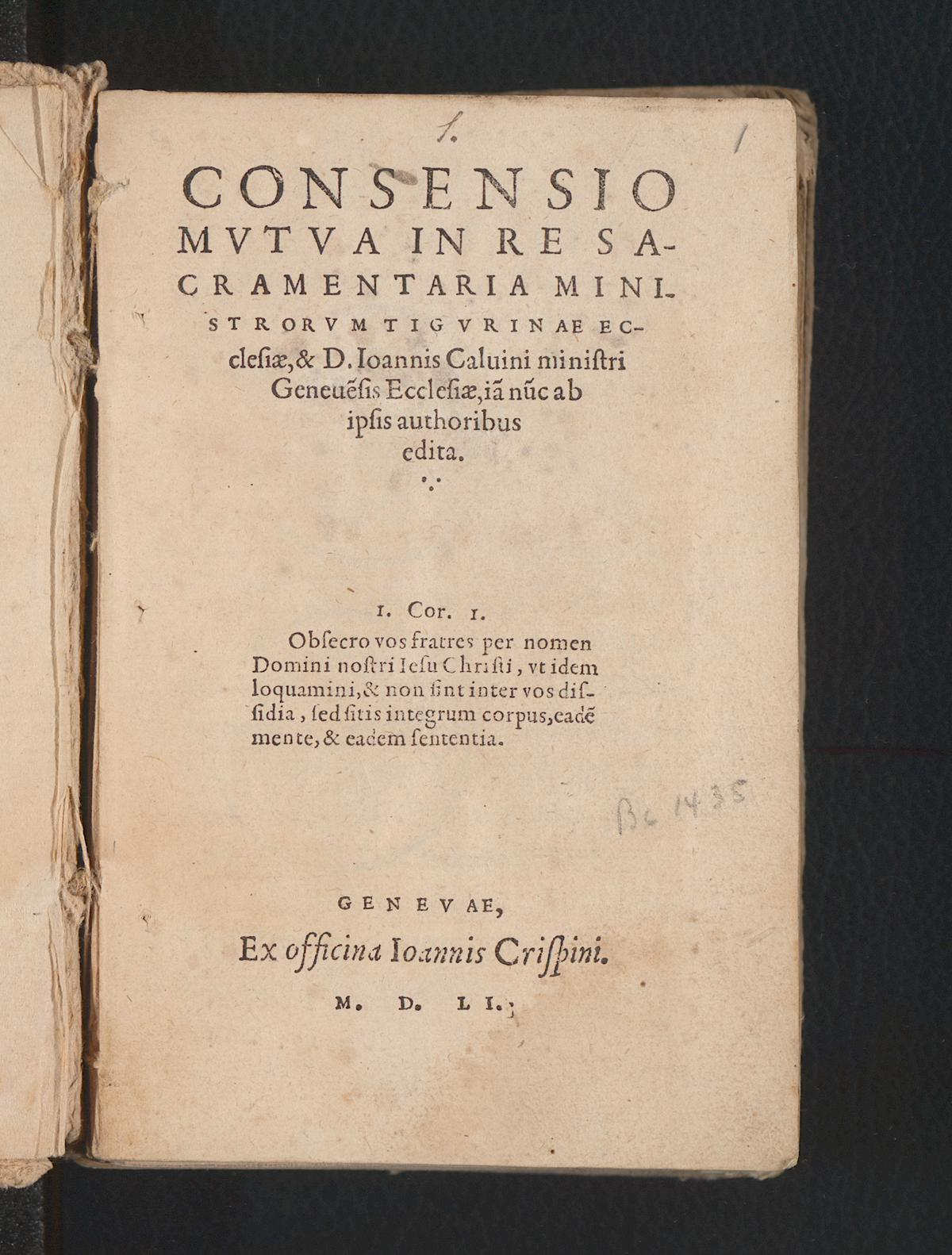
Titulní stránka dokumentu

Consensus Tigurinus (někdy též Curyšská dohoda) je domluva z roku 1549 mezi ženevským reformátorem Janem Kalvínem a Jindřichem Bullingerem z Curychu, která spočívala v odstranění dosavadního nesouladu mezi ženevskou a curyšskou církví v otázce Večeře Páně. Dokument obsahuje 26 článků. Jeho uzavření umožnilo roku 1566 přijmout společnou helvétskou konfesi, jež sloučila kalvinistický a zwingliánský proud do jednoho hnutí švýcarské reformace.

## Historie
Oba církevní představitelé, jak Jan Kalvín, tak Jindřich Bullinger, mezi sebou od roku 1547 písemnou formou diskutovali o poslední večeři Ježíše Krista, a to o způsobu chápání formulace „toto je mé tělo“, jež je součástí ustanovení večeře. Zatímco Kalvín vnímal chléb i víno za dary Boží milosti, Bullinger se domníval, že Boží milost dostávají přijímající současně s chlebem a vínem. Nakonec Kalvín svůj názor přehodnotil a přijal Bullingerův pohled na problematiku.